# Savannah Express (schip, 2005)

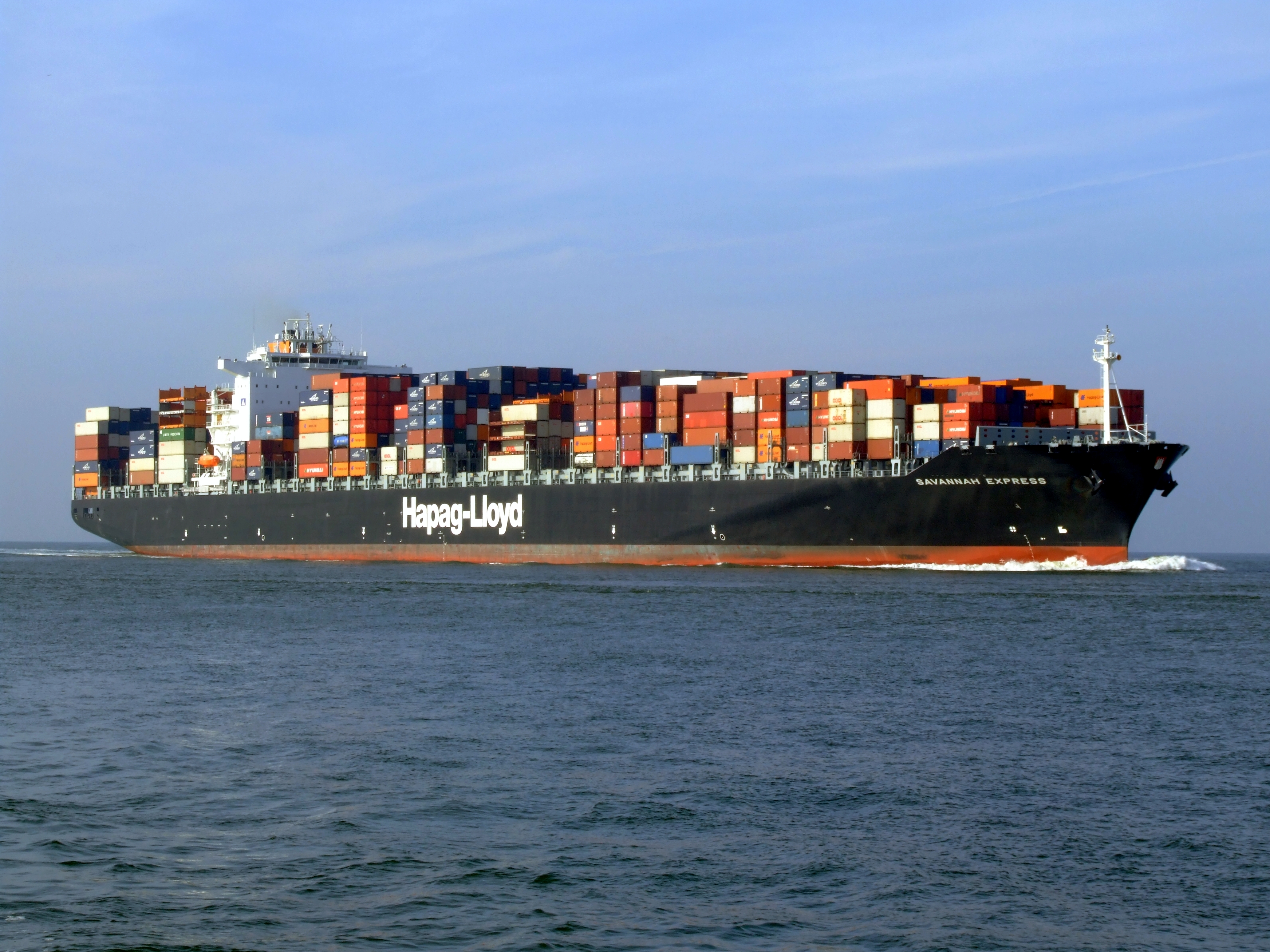
De Savannah Express nadert de haven van Rotterdam op 18 januari 2005

De Savannah Express is een containerschip van Norddeutsche Reederei/Hapag-Lloyd, een rederij uit Hamburg, Duitsland. Het schip werd in 2005 opgeleverd en kan 8400 TEU vervoeren. De maximumsnelheid bedraagt 25 knopen. Het schip is 332 meter lang en heeft een breedte van 43,2 meter.